# Walk Among Us
| Оценки критиков               | Оценки критиков |
| Источник                      | Оценка          |
| ----------------------------- | --------------- |
| AllMusic                      | [ 7 ]           |
| Pitchfork                     | 9.4/10          |
| Spin                          | [ 8 ]           |
| Spin Alternative Record Guide | 8/10            |

Walk Among Us (с англ. — «Иди среди нас») — первый лонгплей американской хоррор-панк-группы The Misfits, издан в 1982 году. Однако это второй подготовленный альбом (ранее не изданный Static Age вышел только в 1996 году) и восьмой релиз (после многочисленных синглов).

## Об альбоме
Walk Among Us был записан в январе 1982 года. Гленн Данциг лишь сделал ремиксы ранее записанных треков, добавив гитарного звука. Для песни «Vampira» Данциг перезаписал вокальные партии, а для песни «Mommy, can i go out and kill tonight?» он впервые делал микс живого выступления (весь концерт был выпущен на «живом» диске «Evilive»).
Большинство песен были записаны в начале 1981 в Нью-Джерси. Точный даты записи неизвестны, но постпродакшн делался одновременно для всех песен.
«Vampira», «Devils Whorehouse» и «Astro Zombies» были записаны и замиксованы на Mix-O-Lydian в августе 1981.

«Hatebreeders» были записаны в июне на одной из студий в Нью-Джерси

«Moomy, can i go out and kill tonight?», единственный трек в альбоме в «живой» версии, 17 декабря 1981 в Нью-Йорке.
На обложке альбома мы можем увидеть рисунок «Rat-Bat-Spider», существо, атаковавшее астронавтов в фильме 1959 года «Злая красная планета»
Летающие тарелки позаимствованы из фильма «Земля против Летающих Тарелок».
Сначала альбом выпускался в розовым оформлении, но позже расцветку сменили на пурпурную.
Также было записано видео низкого качества на песню «Braineaters», снятое ещё с Гленном Данцигом в 1983 году. Это видео было передано друзьям группы и никогда не транслировалось по музыкальным каналам, но просочилось в интернет.

## Список композиций
Сторона А
1. «20 Eyes» (1:45)
2. «I Turned into a Martian» (1:41)
3. «All Hell Breaks Loose» (1:47)
4. «Vampira» (1:26)
5. «Nike-A-Go-Go» (2:16)
6. «Hatebreeders» (3:08)
7. «Mommy Can I Go Out & Kill Tonight?» (live) (2:01)

Сторона Б
1. «Night of the Living Dead» (1:57)
2. «Skulls» (2:00)
3. «Violent World» (1:46)
4. «Devils Whorehouse» (1:45)
5. «Astro Zombies» (2:14)
6. «Braineaters» (0:56)

## Участники записи
- Гленн Данциг — вокал, гитара на «Vampira», «Devils Whorehouse», «Astro Zombies».
- Джерри Онли — бас, сопровождающий вокал
- Дойл — гитара, сопровождающий вокал на «Hatebreeders», «Vampira», «Devils Whorehouse», «20 Eyes», «I Turned Into a Martian»
- Артур Гуги — барабаны
- Майк Тэйлор — звукоинженер на всех треках, кроме «Hatebreeders»
- Пат Бурнетт — звукоинженер на «Hatebreeders»